# Zigmunds Skujiņš
Zigmunds Skujiņš (Riga, 25 dicembre 1926 – 29 marzo 2022) è stato uno scrittore lettone. Ha vinto numerosi premi letterari sia a livello nazionale che internazionale.

## Biografia
Nato a Riga da una famiglia operaia, Skujiņš crebbe nel quartiere Iļģuciems della capitale. Dopo l'occupazione sovietica della Lettonia nel giugno 1940, si unì al movimento socialista dei pionieri, con il quale visitò Mosca nell'estate del 1940. Durante la seconda guerra mondiale fu internato nei campi di prigionia con altri soldati della Legione Lettone.
Tornato in Lettonia, Skujiņš cominciò a lavorare come giornalista e, in seguito, diventò membro del Komsomol. Negli anni Ottanta partecipò attivamente al terzo Risveglio nazionale lettone.
La sua carriera di scrittore iniziò nel 1948 con la pubblicazione di una storia breve. Successivamente, scrisse storie brevi e numerosi romanzi, molti dei quali tradotti in numerose lingue europee.
È stato sposato con Valda Skujiņa (1929-2001) e ha avuto una figlia di nome Inga.
È morto nel marzo 2022.

## Opere

### Romanzi
- "Kolumba mazdēli" (Latvijas Valsts izdevniecība, 1961)
- "Fornarina" (Latvijas Valsts izdevniecība, 1964)
- "Sudrabotie mākoņi" (Liesma, 1967)
- "Kailums" (Liesma, 1970)
- "Vīrietis labākajos gados" (Liesma, 1974)
- "Jauna cilvēka memuāri" (Liesma, 1981)
- "Gulta ar zelta kāju" (Liesma, 1984)
- "Miesas krāsas domino" (Preses nams, 1999) - "Come tessere di un domino" (Iperborea, 2017; trad. Margherita Carbonaro)
- "Siržu zagļa uznāciens" (Daugava, 2001)

### Racconti e novelle
- "Ceļi un krustceļi" (Latvijas Valsts izdevniecība, 1954)
- "Varavīksne" (Latvijas Valsts izdevniecība, 1955)
- "Esmu dzimis bagāts" (Latvijas Valsts izdevniecība, 1956)
- "Ciemiņš no viņpasaules" (Latvijas Valsts izdevniecība, 1963)
- "Spēka zars: mazā sarkandaugavieša Uģa Krūmiņa piedzīvojumi" (Latvijas Valsts izdevniecība, 1964)
- "Zebras āda" (Liesma, 1968)
- "Balzāms" (Liesma, 1972)
- "Uzbrukums vējdzirnavām" (Liesma, 1976)
- "Sermuliņš uz asfalta un citi stāsti" (Liesma, 1980)
- "Lielā zivs" (Liesma, 1985)
- "Izlase: divos sējumos: stāsti, noveles, romāni" (Liesma, 1986)
- "Abpus durvīm" (Liesma, 1988)
- "Stāstītāja svētdiena" (Daugava, 1994)
- "Buršana un tinte" (Atēna, 2003)
- "Dziļurbums laikā" (Mansards, 2016)

## Riconoscimenti
- Premio letterario nazionale (per la raccolta "Buršana un tinte", 2003)
- Premio del Gabinetto dei Ministri (per il contributo alla letteratura lettone, 2007)
- Premio letterario nazionale (per il contributo alla letteratura lettone, 2007)